# Universal Beings
Universal Beings ist ein Jazzalbum von Makaya McCraven. Es wurde in vier Städten (New York, Chicago, London und Los Angeles) mit vier Ensembles zwischen August 2017 und Januar 2018 aufgenommen. Die Aufnahmen erschienen am 24. Oktober 2018 als Doppel-LP bzw. -CD auf dem Label International Anthem Recording Company.

## Hintergrund
An einem Abend im August 2017 drängte eine Menschenmenge in eine kaum beworbene Show des in Chicago ansässigen Schlagzeugers Makaya McCraven in den überfüllten H0L0, einen spärlichen kleinen Kellerclub in Ridgewood, Queens. Seine Band bestand aus einer Gruppe New Yorker Musiker, mit denen McCraven zuvor kaum gespielt hatte, notierte Giovanni Russonello in The New York Times. „Was sie spielten, war völlig improvisiert, aber mit Mr. McCravens subtiler Steuerung hatten die Zuhörer Raum, sich wohl zu fühlen und in die Musik zu fallen. Seine fette Snaretrommel spritzte gegen die Töne von Joel Ross’ Vibraphon-Pattern und bildete einen elliptischen Groove. Manchmal führten Brandee Youngers Zupfen an der Harfe Mr. McCraven in einen lebhaften, treibenden Beat. An anderer Stelle beschränkte er sich und ließ Dezron Douglas’ Bass den Rhythmus leiten.“ Der dabei entstandene Mitschnitt wurde der erste Teil des Albums Universal Beings, das auf Live-Auftritten aufbaut, die in den vier Städten jeweils mit prominenten jungen Musikern überwiegend aus den örtlichen Szenen entstanden sind.
Die vier Sessions – jede mit unterschiedlichem Personal – und die dabei entstandenen Grooves bildeten die Grundlage für die dann in der Abmischung gefertigten Stücke. „Das lebendige, intime Element wird eingefangen und während des Mischvorgangs überhaupt nicht verwässert“, schrieb S. Victor Aaron, „und die Beibehaltung von Publikumsgeräuschen, Bühnenscherzen und sogar Ausschnitten von nebenbei geführten Gesprächen zwischen den Musikern stellt dies sicher, auch mit gelegentlich holprigen Overdubs im Teo-Macero-Stil.“ Kontinuierlich improvisierte Performances wurden digital geloopt, geschnitten, gespleißt und zu völlig neuen Kompositionen bearbeitet. McCraven hat den Ansatz schon seit einiger Zeit weiterentwickelt, was er mit dem Album In the Moment von 2015 verwirklicht hatte, das aus fast 48 Stunden improvisierter Live-Performance an einem einzigen Veranstaltungsort über ein Jahr hinweg ausgewählt und dann zu 19 Einzelstücken verarbeitet und neu gemischt wurde.
In „Pharaoh’s Intro“ kommt ein Saxophon hinzu, das Shabaka Hutchings spielt; für diese Live-Session im Chicagoer Studio setzte McCraven exotische Afro-Rhythmen ein und verwob Hutchings’ Saxophon mit Tomeka Reids Cello. Ein anderes Ensemble in London, hier mit Nubya Garcia am Saxophon, spielte Soul/Jazz-Grooves („Flipped OUT“, „Voila“, „Suite Haus“, „The Newbies Lift Off“), hauptsächlich auf der Basis des E-Pianos von Ashley Henry und McCravens entspanntem Puls. Die Band für die vierte und letzte, in Los Angeles aufgenommene Session besteht aus Jeff Parker, einer lokalen Legende aus Chicago an der Gitarre, die in Parkers Garage aufgeführt wurde. Dabei entstanden die Titel „The Count Off“ und „Turtle Tricks“; Saxophonist Josh Johnson ist Solist in „The Fifth Monk“.

## Titelliste
- Makaya McCraven: Universal Beings (International Anthem Recording Co IARC 0022)[4]

| CD 1 1. A Queen’s Intro 0:32 2. Holy Lands (feat. Brandee Younger) 5:14 3. Young Genius (feat. Joel Ross) 5:32 4. Black Lion (feat. Dezron Douglas) 2:56 5. Tall Tales (feat. Tomeka Reid) 4:16 6. Mantra 3:48 7. Pharaoh's Intro 1:58 8. Atlantic Black 9:10 9. Inner Flight 3:02 10. Wise Man, Wiser Woman (feat. Shabaka Hutchings) 3:13 11. Prosperity's Fear (feat. Junius Paul) 6:11 | CD 2 1. Flipped OUT 2:40 2. Voila (feat. Daniel Casimir) 5:00 3. Suite Haus (feat. Nubya Garcia) 5:09 4. The Newbies Lift Off (feat. Ashley Henry) 6:19 5. The Royal Outro 1:44 6. The Count Off (feat. Carlos Niño) 1:09 7. Butterss's (feat. Anna Butterss) 2:59 8. Turtle Tricks (feat. Jeff Parker) 4:15 9. The Fifth Monk 8:01 10. Brighter Days Beginning (feat. Josh Johnson) 2:32 11. Universal Beings (feat. Miguel Atwood-Ferguson) 4:08 |

## Sessions
1. Brandee Younger (Harfe), Tomeka Reid (Cello), Joel Ross (Vibraphon), Dezron Douglas (b); McCraven (dr). New York City, August 2017.
2. Shabaka Hutchings (Tenorsaxophon), Tomeka Reid (Cello), Junius Paul (Bass, Perkussion), McCraven (dr). Chicago, September 2017.
3. Nubya Garcia (Tenorsaxophon), Ashley Henry (Keyboard), Daniel Casimir (Bass), McCraven (dr). London, Oktober 2017.
4. Josh Johnson (Altsaxophon), Miguel Atwood-Ferguson (Bratsche), Jeff Parker (Gitarre), Anna Butterss (Bass), Carlos Nino (Perkussion), McCraven (dr). Los Angeles, Januar 2018.

## Rezeption
S. Victor Aaron schrieb in Something Else, „in einer Zeit, in der es nur wenige echte musikalische Innovatoren gibt, sticht Makaya McCraven selbst unter diesen wenigen hervor. Anstatt zu überdenken, wie man ein Instrument spielt oder ein Arrangement schreibt, beginnt McCraven mit aufgenommenen Improvisationen und formt sie geschickt zu Kompositionen.“
Nach Ansicht von Thom Jurek, der dem Album in Allmusic 4½ (von fünf) Sterne verlieh, sei die Methode, die nicht weit von der Strategie von Teo Macero und Miles Davis bei Bitches Brew und den darauf folgenden Aufnahmen entfernt sei, der Weg, der den welligen, polyrhythmischen, genre-mehrdeutigen Fluss des Schlagzeugers Makaya McCravens mit sich ständig weiterentwickelnden „organischer Beatmusik“ steuere. Universal Beings sei einzigartig gegenüber jeder anderen Jazz-Aufnahme des Jahres 2018, lobt der Autor; es vereine virtuose Musikalität, technologisches Know-how, ein scharfes Ohr für kreative Inspiration und eine Fülle allmächtiger Grooves.
Ken Micallef schrieb in JazzTimes, man könnte zwar überall auf Universal Beings die Nadel des Plattenspielers fallenlassen, um einen interessanten Moment zu erleben, aber die Suite mit mehr als einer Stunde ist wie eine Rundreise durch eine Wüste, eine Stadt und ein Meer. Man reite auf der wellenförmigen Schlange des Klangs. Der Hype sei groß gewesen, als Londons aufständische World-Jazz-Szene mit Kamasi Washingtons Westküsten-Jazz-Hop zusammengestößen sei, der New Yorks alte Garde herausforderte. Universal Beings sei das erste Album, das dies alles in einer kosmischen, groovigen Collage zusammenführe.

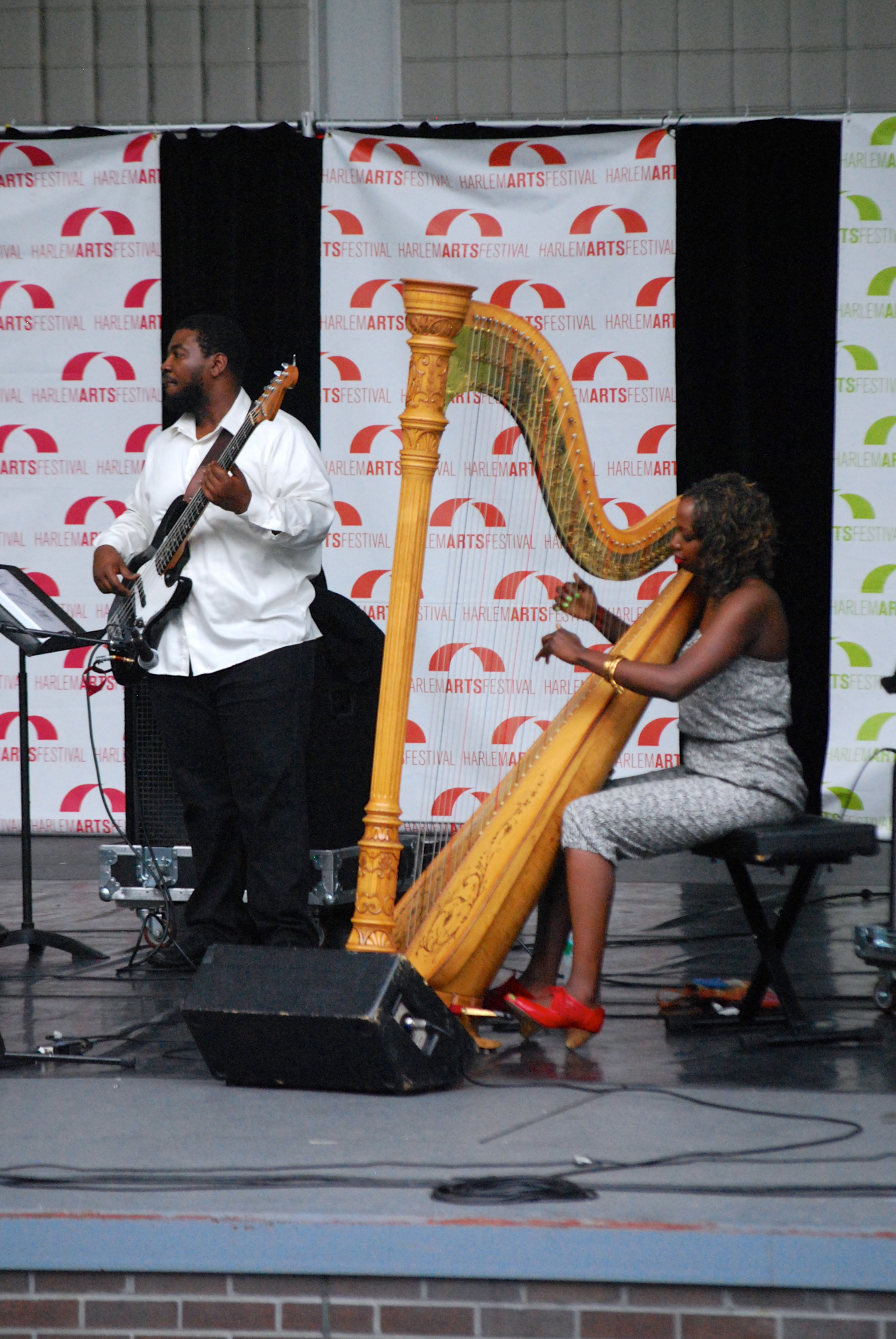
Brandee Younger (rechts, mit Dezron Douglas auf dem Harlem Arts Festival 2013)

Garry Booth schrieb im Jazz Journal, die New Yorker Mitschnitte mit Harfe, Cello und Vibraphon wirkten, als hätte man „ein glückseliges Update von Alice Coltrane“ produziert. Die Chicagoer Stücke, angeführt von dem radikalen britischen Tenorsaxophonisten Shabaka Hutchings, erinnerten an ein M-Base-Treffen, gemischt mit Afrobeat und dem Kronos Quartet. Die herausragende Session, so der Autor, sei jedoch die in London entstandene. „Mit leuchtenden Harmonien von Ashley Henrys Fender Rhodes und Garcias Coltrane-haften Läufen ist es ein dreidimensionaler Klang, aber genauso hypnotisch.“ Trotzdem sei die stachelige, spontane, von der Gitarre Jeff Parkers geführte Jamsession in Los Angeles ebenfalls ein Genuss.
Für Anthony Dean-Harris, der das Album in Nextbop rezensierte, sei diese Veröffentlichung so ausgelegt, als würde man vier Alben gleichzeitig hören. McCraven lasse die Musik fließen, „alles mit dem Potenzial, ansteckend zu wirken, denn die Wurzel dieser Konfigurationen ist die Aura, die McCraven als Bandleader mit bringt. Er ist ein Vibe, der konsequent Schlagzeug über fließende Beats spielt und die geringste Variante seines Spielstils macht, bei der er auffällig sein kann, wenn es die Zeit erfordert. Für etwas, das so frei fließend klingt, ist eine bemerkenswerte Zurückhaltung erforderlich, aber dies ist der Fall beim Handwerk von Makaya McCraven.“
Nick Metzger verlieh dem Album im Free Jazz Blog die Höchstbewertung von fünf Sternen und schrieb, „der Schlüssel zu dem, was das alles für mich so überzeugend macht, ist der prägnante minimalistische  Hip-Hop-Stil, der der gesamten Unternehmung zugrunde liegt, und die zurückhaltende Aufnahmetechnik, bei der McCraven nur ein paar Raummikrofone verwendet, um die Performances festzuhalten. Die Art und Weise, wie er die Ergebnisse schneidet und zusammenwürfelt, um sie in seinen charakteristischen Sound zu formen, ist ein einzigartiger Ansatz, der wunderbar funktioniert.“ Dass die Improvisationen im Studio erweitert werden, mache McCravens Musik insofern einzigartig, als es die Gesamtleistung eine Gruppe sei, lobt der Autor, auch wenn der Maestro stets das letzte Wort habe. Wie auch immer, dies sei eine aufregende und innovative Zeit für Jazz aus Chicago, und das Label International Anthem leiste mit der Aufnahme einen phänomenalen Job.

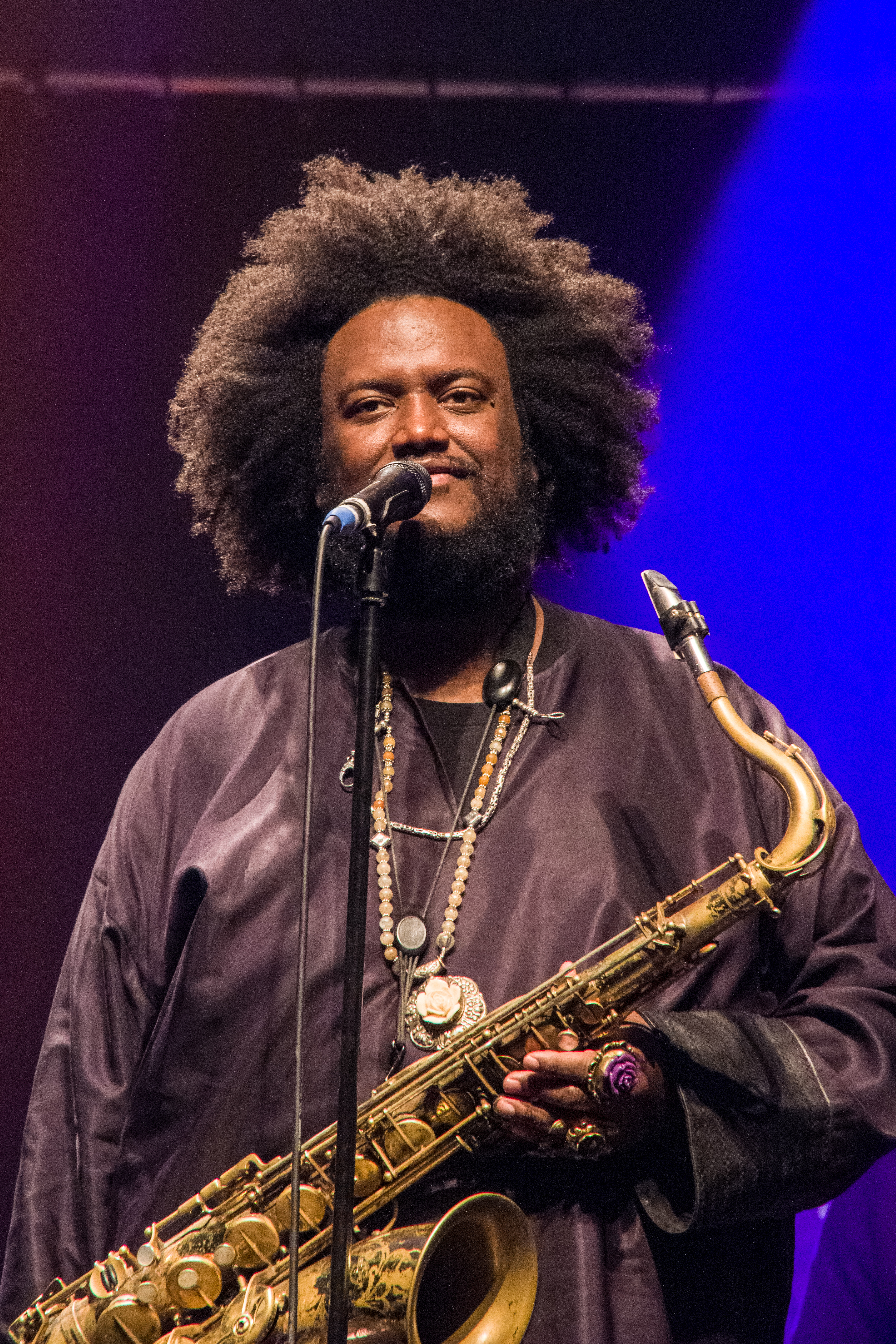
Kamasi Washington (2019)

Martin Arendts (Frankfurter Allgemeine Zeitung) lobte: „Gelungen ist ihm ein vielfältiges Album, das sich jenseits steriler Crossover-Offensichtlichkeiten bewegt. McCraven legt es nicht darauf an, das Ungestüme der Live-Momente wegzuretuschieren. Aber seine Nachbearbeitung verleiht den Improvisationen Kohärenz: Samples verschwinden und tauchen an anderer Stelle plötzlich wieder auf – oder sie formen Übergänge.“ Während Kamasi Washingtons Werk seine Kraft aus dem ungezügelten Vorwärtstreiben aller Instrumentalisten ziehe, habe McCraven das modulare Prinzip des Hip-Hop noch tiefer verankert. Das Denken in Samples und Loops präge bei ihm bereits die Live-Improvisation. solistische Virtuosität werde hier selten zur Schau gestellt, Ekstase fast immer vermieden. Stattdessen stelle McCraven Atmosphären nebeneinander, schattiere und intensiver den Klang der Band mit Geduld und Disziplin. Als „Universal Being“ bringe er den vielfältigen Input seiner Kollegen virtuos in Einklang – und wirke dabei ziemlich entspannt.